# Lista över Skånes megalitgravar
Detta är en lista över Skånes megalitgravar. Med megalitgrav avses här dösar och gånggrifter men inte hällkistor.
| Namn                       | Kommun       | Beskrivning                                                 | RAÄ-länk        |
| -------------------------- | ------------ | ----------------------------------------------------------- | --------------- |
| Manhögarna                 | Kävlinge     | Gånggrift i hög                                             | 3:1             |
| Gillhög                    | Kävlinge     | Gånggrift i hög                                             | 12:1            |
| Bodarp 2:1                 | Trelleborg   | Dös i hög                                                   | 2:1             |
| Bodarp 3:1                 | Trelleborg   | Gånggrift i hög                                             | 3:1             |
| Bode hög                   | Trelleborg   | Dös i hög                                                   | 4:1             |
| Bodarp 9:1                 | Trelleborg   | Dös i hög                                                   | 9:1             |
| Bodarp 9:4                 | Trelleborg   | Dös i hög                                                   | 9:4             |
| Hillhög                    | Simrishamn   | Gånggrift i hög                                             | 4:1             |
| Trollakistan               | Höör         | Dös i hög                                                   | 12:1            |
| Stenhög                    | Malmö        | Långdös, bortodlad                                          | 46:1            |
| Burlöv 22:1                | Burlöv       | Gånggrift, borttagen, beskriven av Linné                    | 22:1            |
| Stenlösorna                | Helsingborg  | Dös i hög                                                   | 1:1             |
| Harald Hildetands grav     | Kävlinge     | Gånggrift i hög                                             | 2:1             |
| Dagstorp 23:1              | Kävlinge     | Långdös                                                     | 23:1            |
| Eskilstorp 1:1             | Vellinge     | Dös                                                         | 1:1             |
| Fjelie 1:1                 | Lomma        | Gånggrift i hög                                             | 1:1             |
| Fjälkestad 7:1             | Kristianstad | Dös i hög                                                   | 7:1             |
| Fjälkinge 7:1              | Kristianstad | Gånggrift i hög                                             | 7:1             |
| Fjälkinge 12:1             | Kristianstad | Gånggrift i hög                                             | 12:1            |
| Fastmårupsdösen            | Helsingborg  | Dös i hög                                                   | 2:1             |
| Fjärestad 5:1              | Helsingborg  | Gånggrift i hög                                             | 5:1             |
| Fosie 17:1                 | Malmö        | Långdös, undersökt och borttagen                            | 17:1            |
| Gladsax 8:1                | Simrishamn   | Gånggrift i hög                                             | 8:1             |
| Gladsax 9:1                | Simrishamn   | Gånggrift i hög                                             | 9:1             |
| Stenstuan                  | Simrishamn   | Gånggrift i hög                                             | 42:1            |
| Dyssestenen                | Ystad        | Dös(?) (rest av)                                            | 8:1             |
| Glumslöv 3:1               | Landskrona   | Dös(?) i hög (rest av)                                      | 3:1             |
| Örenäsgånggriften          | Landskrona   | Gånggrift i hög                                             | 4:1             |
| Glumslöv 12:2              | Landskrona   | Gånggrift i hög (rest av)                                   | 12:2            |
| Glumslöv 12:3              | Landskrona   | Gånggrift i hög (rest av)                                   | 12:3            |
| Stenadansen                | Kristianstad | Långdös                                                     | Adolf 4:1       |
| Dösabacken                 | Kristianstad | Dös i hög                                                   | Adolf 5:1       |
| Snarringe stenkammargrav   | Trelleborg   | Dubbelgånggrift i hög                                       | 2:1             |
| Hammenhög 2:1              | Simrishamn   | Gånggrift i hög                                             | 2:1             |
| Näsdösen                   | Trelleborg   | Dös i hög (rest av)                                         | 13:1            |
| Hofterupsdösen             | Kävlinge     | Dös i stensättning                                          | 1:1             |
| Jättegraven                | Svedala      | Gånggrift i hög                                             | 3:1             |
| Gränsdösen                 | Vellinge     | Gånggrift i hög                                             | 3:1             |
| Håslöv 4:1                 | Vellinge     | Dös i hög                                                   | 4:1             |
| Bältedös                   | Vellinge     | Dös i hög (rest av)                                         | 9:1             |
| Håslöv 51                  | Vellinge     | Runddös                                                     | 5:1             |
| Ljunghög                   | Kävlinge     | Gånggrift i hög                                             | 2:1             |
| Ingelstorp 10:1            | Ystad        | Gånggrift i hög (rest av)                                   | 10:1            |
| Jarlsdösen, Kycklinghönan  | Simrishamn   | Dös                                                         | 7:1             |
| Jarlafruns dös             | Simrishamn   | Gånggrift i hög                                             | 12:1            |
| Klippan 6:1                | Klippan      | Gånggrift (starkt raserad)                                  | 6:1             |
| Klippan 102:1              | Klippan      | Långdös                                                     | 102:1           |
| Kvistofta 3:1(1)           | Helsingborg  | Gånggrift i hög (rest av)                                   | 3:1(1)          |
| Stenhög                    | Helsingborg  | Gånggrift i hög                                             | 5:1(1)          |
| Kvistofta 12:1             | Helsingborg  | Gånggrift, borttagen och återuppförd på Helsingborgs museum | 12:1            |
| Kvistofta 13:1             | Helsingborg  | Gånggrift                                                   | 13:1            |
| Jättestugan, Gantoftadösen | Helsingborg  | Dös                                                         | 14:1            |
| Karlingedösen              | Trelleborg   | Runddös i hög (rest av)                                     | 1:1             |
| Jättegraven                | Trelleborg   | Dös i stensättning                                          | 2:1             |
| Jättegraven                | Trelleborg   | Runddös i hög                                               | 2:2             |
| Stenhögen                  | Kävlinge     | Dubbelgånggrift i hög                                       | 1:1             |
| Stenhög                    | Kävlinge     | Gånggrift i hög                                             | 14:1            |
| Erkes dös                  | Trelleborg   | Gånggrift i hög                                             | Isie 1:1        |
| Ramshög                    | Ystad        | Gånggrift i hög                                             | 18:1            |
| Carlshögen                 | Ystad        | Gånggrift i hög                                             | 29:1            |
| Albertshög                 | Ystad        | Gånggrift i hög                                             | 31:1            |
| Stendösa                   | Ystad        | Gånggrift (rest av)                                         | 46:1            |
| Kycklingahönan             | Staffanstorp | Dös i stensättning(?)                                       | 4:1             |
| Odarslöv 15:1              | Lund         | Gånggrift                                                   | 15:1            |
| Ravlunda 25:1              | Simrishamn   | Dös i stensättning                                          | 25:1            |
| Knäbäcksdösen              | Simrishamn   | Rest av dös i hög                                           | 26:1            |
| Havängsdösen               | Simrishamn   | Dös i stensättning                                          | 40:1            |
| Risekatslösa 1:1           | Bjuv         | Långdös i hög                                               | 1:1             |
| Rörum 5:1                  | Simrishamn   | Dös i hög                                                   | 5:1             |
| Rörum 8:1                  | Simrishamn   | Gånggrift i hög                                             | 8:1             |
| Simris 27:1(3)             | Simrishamn   | Gånggrift                                                   | 27:1(3)         |
| Björnhög                   | Simrishamn   | Gånggrift (rest av)                                         | 61:1            |
| Dyssesten                  | Svedala      | Långdös i stensättning                                      | 3:1             |
| Skegrie 1:1                | Trelleborg   | Dös i hög                                                   | 1:1             |
| Skegriedösen               | Trelleborg   | Dös i hög                                                   | 2:1             |
| Skegrie 39:1(9)            | Trelleborg   | Dös (rest av)                                               | 39:1(9)         |
| Skepparslöv 8:1            | Kristianstad | Långdös i stensättning                                      | 8:1             |
| Skepparslöv 10:1           | Kristianstad | Gånggrift                                                   | 10:1            |
| Stora Harrie 1:1           | Kävlinge     | Långdös i stensättning (rest av)                            | Harrie 1:1      |
| Stora Harrie 7:1           | Kävlinge     | Dös i hög                                                   | Harrie 7:1      |
| Välaholm                   | Kävlinge     | Långdös i hög                                               | Harrie 8:1      |
| Galgbacken                 | Kävlinge     | Långdös i hög                                               | Harrie 9:1      |
| Trollasten                 | Ystad        | Dös                                                         | Köpinge 20:1(1) |
| Skogsdaladösen             | Ystad        | Långdös i stensättning, undersökt och borttagen 1974-76     | Köpinge 45:3    |
| Södervidinge 3:1(2)        | Kävlinge     | Gånggrift i hög                                             | 3:1(2)          |
| Södervidinge 11:1(2)       | Kävlinge     | Gånggrift i hög                                             | 11:1(2)         |
| Klockaredösen              | Vellinge     | Dös i hög                                                   | Åkarp 2:1       |
| Södra Åkarp 6:1            | Vellinge     | Långdös i hög                                               | Åkarp 6:1       |
| Tofta 25:1                 | Landskrona   | Långdös                                                     | 25:1            |
| Midshög                    | Malmö        | Långdös                                                     | 4:1             |
| Valleberga 47:1(1)         | Ystad        | Dös el. gånggrift (borttagen)                               | 47:1(1)         |
| Vinslöv 28:1               | Hässleholm   | Långdös                                                     | 28:1            |
| Bröt-Anunds grav           | Hässleholm   | Långdös i flack stensättning                                | 29:1            |
| Vitaby 23:1(1)             | Simrishamn   | Dös i hög                                                   | 23:1(1)         |
| Vitaby 25:1                | Simrishamn   | Dös i hög                                                   | 25:1            |
| Danshögarna                | Lund         | Långdös i hög                                               | Hoby 4:1        |
| Stendyssen                 | Malmö        | Långdös (rest av)                                           | Klagstorp 2:1   |
| Västra Vemmerlöv 7:1       | Trelleborg   | Långdös(?) i hög                                            | Vemmerlöv 7:1   |
| Örja 19:1                  | Landskrona   | Dös (rest av)                                               | 19:1            |
| Pittingsbacken             | Kristianstad | Dös i hög                                                   | 63:1            |
| Östra Hoby 2:1             | Simrishamn   | Gånggrift i hög                                             | Hoby 2:1        |
| Tågarpsdösen               | Simrishamn   | Gånggrift i hög                                             | Tommarp 4:1(1)  |
| Lilla kungsdösen           | Trelleborg   | Gånggrift i hög                                             | Torp 21:1       |
| Stora kungsdösen           | Trelleborg   | Gånggrift i samma hög som Östra Torp 22:2                   | Torp 22:1       |
| Stora kungsdösen           | Trelleborg   | Gånggrift i samma hög som Östra Torp 22:1                   | Torp 22:2       |
| Östra Vram 8:1             | Kristianstad | Gånggrift                                                   | Vram 8:1        |

## Fotnoter
1. ↑  Se exempelvis definitionen i Bägerfeldt (1992), s.10.
2. ↑  Namnet är hämtat ur FMIS Fornsök Arkiverad 27 maj 2010 hämtat från the Wayback Machine. om inget annat anges. Saknas namn så anges istället fullständigt RAÄ-nummer Arkiverad 19 januari 2017 hämtat från the Wayback Machine. och i detta fall överensstämmer texten i kolumnen "Namn" med den i kolumnen "RAÄ-länk".
3. ↑  FMIS Fornsök, se RAÄ-länken.
4. ↑  Länk till objektets sida i FMIS Fornsök. Använd gärna {{RAÄ-nummer}}
5. ↑  Classon & Dunér (2001), s.101
6. ↑  Detta namn ges bl.a. på Trelleborgs kommuns hemsida Arkiverad 26 augusti 2010 hämtat från the Wayback Machine..